# 고척중학교
고척중학교(高尺中學校)는 대한민국 서울특별시 구로구 고척동에 있는 공립 중학교이다.

## 학교 연혁
- 1984년 12월 8일 : 고척 중학교 설립 인가
- 1985년 1월 8일 : 초대 최영욱 교장 취임
- 1985년 3월 5일 : 85학년도 신입생 입학(남 8학급, 여 7학급 계 15학급)
- 1988년 2월 12일 : 제1회 졸업식(남 8학급, 여 7학급, 계 938명)
- 2002년 12월 27일 : 정보화동 신축 완공
- 2011년 3월 1일 : 서울시교육청 지정(학교문화선도학교) 연구시범학교 지정
- 2023년 1월 4일 : 제36회 졸업식(331명) [총 졸업생 수 18,073명]
- 2023년 3월 1일 : 제14대 허경대 교장 취임
- 2023년 3월 2일 : 2023학년도 신입생 입학(남・여 합반 11학급, 총 256명)

## 참고 자료
- 고척중학교 - 한국교육학술정보원 학교알리미